# Cibernetico (wrestler)
Octavio López Arreola, meglio conosciuto con il ring name Cibernético (Aguascalientes, 12 aprile 1975), è un wrestler messicano sotto contratto con la CMLL.
Il suo regno con l'IWC World Heavyweight Championship, durato 2.555 giorni (dal 18 agosto 2000 al 18 agosto 2007), è il più lungo nella storia del titolo.

## Carriera
Octavio López Arreola iniziò la sua carriera come culturista per poi passare al mondo del wrestling, quando El Canek vide in lui un ottimo futuro e lo prese sotto la sua ala protettiva. Il suo arrivo nella Universal Wrestling Association coincise con una grave crisi di questa federazione di lucha libre, dovuta soprattutto alla mancanza di nuovi talenti che in maggior parte aveva preferito la emergente Asistencia Asesoría y Administración; Arreola, con il ring name Cibernético, fu quindi spinto ad una serie di oltre venti vittorie consecutive per cercare di renderlo la stella principale della federazione.
Quando la Universal Wrestling Association chiuse i battenti nel 1995, El Canek convinse Antonio Peña ad ingaggiare Cibernético nella Asistencia Asesoría y Administración. Tra il 1996 e il 1997 combatté alcuni match nella World Wrestling Federation in virtù della collaborazione tra la federazione di Stamford e la AAA; egli prese parte anche alla Royal Rumble 1997, entrando come quindicesimo e venendo eliminato da Mil Máscaras dopo soli due minuti di permanenza sul ring.

## Titoli e riconoscimenti
- Asistencia Asesoría y Administración
  - AAA Mega Championship (1)
  - AAA Campeón de Campeones Championship (3)[1]
  - AAA Mexican National Heavyweight Championship (1)[2]
  - AAA Parejas Increibles Tag Team Championship (1)[3] – con Konnan
  - AAA World Trios Championship (1) – con Averno e Chessman
- Consejo Mundial de Lucha Libre
  - CMLL World Trios Championship (1)[4] – con El Zorro e Charly Manson
- Grand Prix Championship Wrestling
  - GPCW SUPER-X Monster Championship (1)
- International Wrestling Council
  - IWC World Heavyweight Championship (1)
- Lucha Libre Elite
  - Elite Heavyweight Championship (1)
- Pro Wrestling Illustrated
  - 25° tra i 500 migliori wrestler singoli nella PWI 500 (2007)[5]
- Universal Wrestling Association
  - UWA World Heavyweight Championship (1)[6]
- World Wrestling Association
  - WWA World Heavyweight Championship (1)[7]